# Ingresso a Gerusalemme

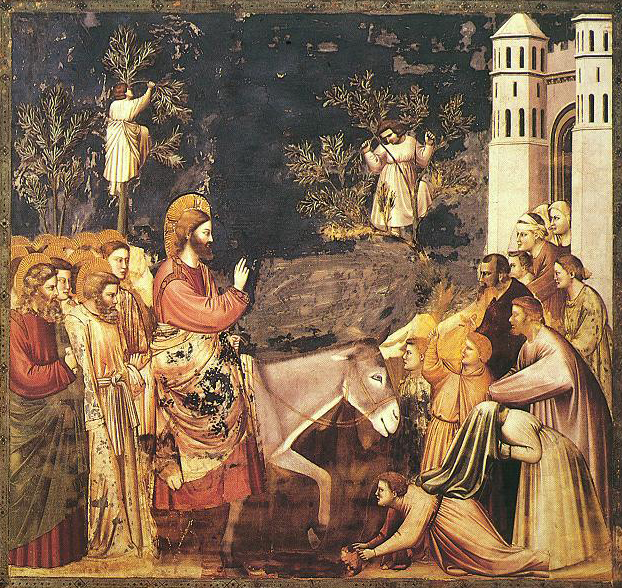
Giotto di Bondone, Ingresso a Gerusalemme, Cappella degli Scrovegni a Padova

L'ingresso di Gesù a Gerusalemme è un evento della vita di Gesù descritto da tutti i quattro vangeli canonici: Matteo 21,1-11, Marco 11,1-11, Luca 19,28-44 e Giovanni 12,12-19; precede di alcuni giorni l'inizio della Passione.
L'ingresso a Gerusalemme è un tema dell'iconografia cristiana abbastanza comune nella pittura ed è ricordato dalla liturgia cristiana nella domenica delle Palme.

## La narrazione evangelica
In occasione della sua ultima pasqua, Gesù entrò nella città santa di Gerusalemme seduto su un asino e accompagnato da una folla festante che agitava rami di palma, stendendo per terra fronde e mantelli, e lo acclamava gridando Osanna! Benedetto colui che viene nel nome del Signore.
Tutti questi gesti rievocano testi dell'Antico Testamento. 

### L'asino
L'asino è cavalcatura in tempo di pace, mentre il cavallo era utilizzato per tirare i carri in battaglia. Secondo la Genesi e la profezia di Zaccaria l'asino caratterizza il re messianico che discenderà da Giuda. Anche Salomone venne fatto salire sulla mula del re Davide al momento della sua incoronazione (1Re 1, 38-40), mentre il suo rivale Adonia si era procurato inutilmente carro e cavalli. 
I testi, dunque, descrivono una scena d'incoronazione da parte dei pellegrini che dalla Galilea si recavano a Gerusalemme e che conoscevano i miracoli fatti da Gesù; per maggiore chiarezza il Vangelo secondo Giovanni esplicita che il personaggio benedetto è "il re d'Israele".

### I mantelli
Anche i mantelli erano un simbolo di incoronazione: venivano stesi sui gradini da salire per ascendere al trono. Evidentemente i mantelli vennero stesi in un luogo preciso, non lungo tutto il cammino. Betania, da cui proviene Gesù e dove si ritirerà la sera stessa, era subito fuori Gerusalemme (15 stadi = 2,7 km) a est del Monte degli Ulivi. L'incoronazione, quindi ha avuto luogo sul Monte stesso, non appena giunti in vista della città di Gerusalemme o poco prima, come ricorda Luca. Il Monte era considerato un luogo di preghiera in cui Yahweh si sarebbe rivelato nel giorno del giudizio. Pochi anni dopo la morte di Gesù un sedicente messia proveniente dall'Egitto pretese di farsi riconoscere tale proprio sul Monte degli Ulivi. Secondo Joachim Gnilka, quindi, "potremmo supporre che ai contemporanei era nota l'attesa che il Messia, venendo dal deserto, si sarebbe rivelato sul Monte degli Ulivi". Con questo episodio la settimana della Passione viene aperta nel segno della regalità messianica di Gesù. Lo stesso tema la chiude tramite il Titulus crucis.

### Il corteo
I testi evangelici descrivono poi il formarsi di un corteo diretto al tempio e caratterizzato ora religiosamente tramite la citazione del salmo 118. Nei giorni di festa e soprattutto in occasione della cena pasquale gli ebrei recitavano lo Hallel costituito dai sei salmi 113-118. I versi citati dai vangeli sono posti al termine e al culmine di tutto lo Hallel. I rami di palma erano un simbolo festoso della festa delle capanne, una delle tre grandi feste di pellegrinaggio del giudaismo. Secondo il salmo 118, che descrive una liturgia del Tempio di Gerusalemme, il corteo osannante con rami frondosi diretto al Tempio era un corteo di ringraziamento per la salvezza operata inaspettatamente dal Signore. Il corteo, perciò, non aveva necessariamente un carattere sedizioso, ma potrebbe essere stato solo un ringraziamento per le guarigioni miracolose operate da Gesù in Galilea e infine a Betania dove Lazzaro era stato fatto uscire dal sepolcro. Il corteo è diretto al tempio, nonostante l'ora tarda, proprio per realizzare compiutamente il salmo 118, 26-27. Nella traduzione di Diodati e nella Riveduta, ma non in quella CEI, il corteo culmina con la consegna della vittima sull'altare e perciò allude all'imminente passione di Gesù. 
Benché Gesù venga presentato solo come un profeta, la città entrò comunque in agitazione o almeno lo fecero alcuni farisei. Marco, invece, non registra alcuna reazione al corteo, forse appunto a causa dell'ora tarda.

### Le caratteristiche dell'asino
Nei sinottici, Gesù inviò due discepoli a prendere un asino; Matteo riferisce che gli portarono un puledro e un'asina, Marco e Luca che gli portarono solo il puledro. Giovanni riporta invece che Gesù, trovato un asinello, vi sedette sopra. Si confronti la seguente tabella sinottica:
| Mc 11,1-7 | Mt 21,1-7 | Lc 19,29-35 | Gv 12,14-15 |
| --- | --- | --- | --- |
| Quando si avvicinarono a Gerusalemme, verso Bètfage e Betània, presso il monte degli Ulivi, mandò due dei suoi discepoli e disse loro: «Andate nel villaggio che vi sta di fronte, e subito entrando in esso troverete un asinello legato, sul quale nessuno è mai salito. Scioglietelo e conducetelo. E se qualcuno vi dirà: Perché fate questo?, rispondete: Il Signore ne ha bisogno, ma lo rimanderà qui subito». Andarono e trovarono un asinello legato vicino a una porta, fuori sulla strada, e lo sciolsero. E alcuni dei presenti però dissero loro: «Che cosa fate, sciogliendo questo asinello?». Ed essi risposero come aveva detto loro il Signore. E li lasciarono fare. Essi condussero l'asinello da Gesù, e vi gettarono sopra i loro mantelli, ed egli vi montò sopra. | Quando furono vicini a Gerusalemme e giunsero presso Bètfage, verso il monte degli Ulivi, Gesù mandò due dei suoi discepoli dicendo loro: «Andate nel villaggio che vi sta di fronte: subito troverete un'asina legata e con essa un puledro. Scioglieteli e conduceteli a me. Se qualcuno poi vi dirà qualche cosa, risponderete: Il Signore ne ha bisogno, ma li rimanderà subito». Ora questo avvenne perché si adempisse ciò che era stato annunziato dal profeta: «Dite alla figlia di Sion: Ecco, il tuo re viene a te mite, seduto su un'asina, con un puledro figlio di bestia da soma». I discepoli andarono e fecero quello che aveva ordinato loro Gesù: condussero l'asina e il puledro, misero su di essi i mantelli ed egli vi si pose a sedere. | Quando fu vicino a Bètfage e a Betània, presso il monte detto degli Ulivi, inviò due discepoli dicendo: «Andate nel villaggio di fronte; entrando, troverete un puledro legato, sul quale nessuno è mai salito; scioglietelo e portatelo qui. E se qualcuno vi chiederà: Perché lo sciogliete?, direte così: Il Signore ne ha bisogno». Gli inviati andarono e trovarono tutto come aveva detto. Mentre scioglievano il puledro, i proprietari dissero loro: «Perché sciogliete il puledro?». Essi risposero: «Il Signore ne ha bisogno». Lo condussero allora da Gesù; e gettati i loro mantelli sul puledro, vi fecero salire Gesù. | Gesù, trovato un asinello, vi montò sopra, come sta scritto: «Non temere, figlia di Sion! Ecco, il tuo re viene, seduto sopra un puledro d'asina». |

Il testo evangelico di Marco, Luca e Giovanni sottolinea due caratteristiche, peraltro presenti già nella profezia di Zaccaria (nella versione greca dei LXX): è una semplice bestia da soma (e ciò implica l'umiltà di Gesù in contrasto con la vanità dei re); è un animale giovanissimo mai montato. Questo secondo requisito sottolinea la sua funzione religiosa e cultuale. Nell'antichità non solo giudaica l'integrità era indispensabile per questo tipo di funzioni. Il requisito, inoltre, esplicita quanto già suggerito da Zaccaria LXX con le parole πῶλον νέον (= "neo-puledro").
Mentre Marco, Luca e Giovanni sono sostanzialmente concordi, Matteo introduce una novità, che ha fatto spargere fiumi d'inchiostro ai commentatori. Egli non chiede più che il puledro non sia mai stato montato ma sembra specificare che esso sia accompagnato da un asino/a (il vocabolo greco è di genere neutro), presumibilmente sua "madre". 
Alcuni commentatori, ad esempio Fritzsche o Fleck, si sono chiesti se Gesù montasse alternativamente sull'una e sull'altro. Altri se l'asina fosse presente per incoraggiare il puledro, forse non ancora svezzato. Altri ancora hanno proposto che si tratti di un ebraismo e che vi sia anche in Matteo un solo asino. Infatti la congiunzione (in greco "και") ha in ebraico un vocabolo corrispondente ( ו vau) dotato anche di altre sfumature. Per questo motivo alcuni commenti recitano per esempio: "Un'asina, anzi un puledro". La confusione, inoltre, è accresciuta perché Gesù sembra sedersi simultaneamente su entrambi e alcuni commentatori cercano di darne una spiegazione traslata o addirittura allegorica. Qualunque fosse il significato del testo per Matteo, esso non è affatto chiaro per i suoi lettori. Sono, invece, più decifrabili le sue motivazioni. Matteo, come noto, scrive per lettori ebrei, probabilmente di Antiochia, e perciò sottolinea molto spesso l'adempiersi di profezie dell'antico testamento. Trovandosi di fronte a una piccola discrepanza fra il testo greco e quello ebraico della profezia di Zaccaria, cerca di adattare (maldestramente) la narrazione di Marco al testo ebraico delle profezie di Zaccaria 9,9 e di Genesi 49,11, in cui il riferimento a un asino viene ripetuto due volte per motivi stilistici tipici della poetica ebraica e, come osserva infatti Raymond Brown, in merito a questa caratteristica della poesia ebraica, "il suo esempio più famoso è in Mt21:5, dove un parallelismo con due nomi per lo stesso animale in Zaccaria 9,9 è diviso nella descrizione di due animali su entrambi i quali Gesù siede allo stesso tempo!"; tale divergenza di Matteo deriva, quindi, da un'interpretazione letterale ed errata della poesia, utilizzata nella Bibbia ebraica, che si compone di emistichi in cui l'enunciazione del primo verso ("montato sopra un asino") viene enunciata poi nel secondo con parole diverse ("sopra un puledro d'asina") ma si riferisce sempre ad una sola affermazione.
Gli esegeti dell'interconfessionale Bibbia TOB sottolineano che «preoccupato di vedere la realizzazione della profezia, Mt non si cura della inverosimiglianza», mentre gli esegeti curatori del "Nuovo Grande Commentario Biblico" rilevano che «Ci sono due animali perché Matteo prende troppo alla lettera la profezia. [...] Matteo fa guidare a Gesù due animali contemporaneamente: difficile da immaginare».

## Iconografia cristiana
L'evento è rappresentato in molte opere d'arte quali l'Entrata di Cristo in Gerusalemme di Pietro Lorenzetti nella Basilica di San Francesco ad Assisi, l'Ingresso a Gerusalemme di Giotto nella Cappella degli Scrovegni a Padova, nonché nei mosaici bizantini del duomo di Monreale, della Cappella Palatina a Palermo e della Basilica di San Marco a Venezia. Benché la cavalcatura di Gesù nei mosaici di San Marco sia indubbiamente di sesso maschile (in accordo appunto col Vangelo secondo Marco), nel tardo medioevo tende a prevalere la rappresentazione "matteana" di un'asina accompagnata da un puledro come negli affreschi di Pietro Lorenzetti e nella Maestà di Duccio.

## La data dell'evento
Il Vangelo secondo Giovanni attribuisce l'ingresso in Gerusalemme al quinto giorno prima della pasqua ebraica, cioè al 10 del mese di Nisan, giorno in cui gli ebrei dovevano procurarsi l'agnello pasquale. Il tema di Gesù-agnello-di-Dio caratterizza il Vangelo secondo Giovanni. Infatti, sin dal primo capitolo di questo vangelo, Gesù è presentato come "l'agnello di Dio". Secondo Giovanni, inoltre, la pasqua cadeva di sabato e perciò il corpo morto di Gesù si trovava sulla croce proprio nel giorno e nell'ora in cui gli ebrei disponevano i loro agnelli su due spiedi incrociati per arrostirli. La data dell'ingresso in Gerusalemme, quindi, ha anche un valore simbolico e contribuisce a spiegare chi sia Gesù secondo l'autore del quarto vangelo.
I vangeli sinottici, invece, non specificano la data, che comunque deve cadere pochi giorni prima di Pasqua. L'evento, infatti, è raccontato prima dell'episodio di Betania, in cui una donna sconosciuta gli unge il capo con un unguento profumato. Quest'ultimo evento sarebbe avvenuto solo due giorni prima di Pasqua e fra i due eventi Gesù insegna per alcuni giorni nel Tempio. Le due cronologie, quindi, sembrano sostanzialmente concordi.
Un motivo di confusione nasce dalla somiglianza fra l'episodio di Betania citato in Marco e Matteo e l'analogo del Vangelo secondo Giovanni in cui Maria, sorella di Lazzaro, sempre a Betania unge i piedi di Gesù. Il Vangelo secondo Giovanni colloca il suo episodio il giorno prima dell'ingresso in Gerusalemme, mentre Matteo e Marco alcuni giorni dopo. Le due date sono entrambe possibili perché Gesù trascorreva il giorno nel Tempio, ma la sera tornava a Betania. Se, però, i due episodi sono identificati, nasce una contraddizione: uno stesso evento si sarebbe verificato sia prima sia dopo l'ingresso in Gerusalemme. Il biblista Mauro Pesce afferma - in merito al giorno della settimana, per tradizione considerato la domenica - che «non sappiamo esattamente in quale giorno della settimana avvenga perché i vangeli non sono concordi» ed anche gli esegeti dell'interconfessionale Bibbia TOB rilevano come non sia facile determinare tale cronologia settimanale confrontando i vangeli.

## L'interpretazione nella storia
Nel corso dei secoli la storia fu spesso interpretata in senso allegorico. Per esempio nel corteo che accompagna Gesù quelli che lo precedono sarebbero gli israeliti e quelli che lo seguono i pagani convertiti. L'evento quindi rappresenterebbe la storia della salvezza e mostrerebbe Gesù "dominus et rex omnium". Questa interpretazione guidava anche la liturgia preconciliare della domenica delle palme.
Calvino si oppose energicamente all'interpretazione allegorica. Sottolineò che Gesù fu accolto come redentore da poche persone e non istruite. Scorse nell'evento la volontà di Gesù di realizzare la profezia di Zaccaria pur nella discrepanza fra la pretesa regale e la sua personale scelta di povertà esteriore.
In età contemporanea Robert Eisler lesse gli eventi in chiave politica. Sarebbero stati gli zeloti a voler celebrare la regalità di Gesù in chiave anti-romana. Nel contesto politico-culturale del tempo, infatti, era molto improbabile che la proclamazione dell'imminente regno di Dio da parte di Gesù non venisse interpretata anche in senso politico. Eisler aggiunse elementi di fantasia alla sua proposta: Gesù sarebbe entrato in Gerusalemme con una schiera di soldati irregolari e avrebbe cercato di esercitare un potere politico. Una variante più meditata della tesi zelotica, invece, sottolinea che dopo l'ingresso in Gerusalemme Gesù si schierò apertamente contro gli zeloti sulla questione del tributo a Cesare. 
Non riuscendo a utilizzarlo politicamente gli zeloti lo avrebbero abbandonato e avrebbero sostenuto la sua crocifissione.
Altri storici hanno interpretato in modo differenziato le modalità dell'ingresso in Gerusalemme come prova dell'intenzione di Gesù di provocare una svolta nella storia.

## Discussione sulla storicità dell'evento
La maggioranza degli studiosi ritiene che Gesù sia effettivamente entrato a Gerusalemme a cavallo di un asino e che sia stato acclamato dai suoi sostenitori.
Il numero di persone che hanno partecipato all'evento è fonte di dibattito tra gli storici: Marcus Borg, Tan Kim Huat, Brent Kinman e Paula Fredriksen sostengono che l'ingresso di Gesù fu acclamato da una folla composta da seguaci e simpatizzanti, mentre secondo Ed Parish Sanders Gesù è stato accolto da grida di osanna solo da un piccolo gruppo di discepoli. I vangeli sono vaghi nell'indicare il numero di persone: il Vangelo di Matteo parla di una «folla» (21:8), il Vangelo di Marco menziona «molte persone» (11:18), mentre secondo il Vangelo di Luca ad acclamare Gesù furono solo i discepoli (19:37); il Vangelo di Giovanni (12:12) tende invece a dare una lettura più grande dell'evento e afferma che a lodare Gesù fu «la grande folla venuta per la festa»
Alcuni commentatori mettono però in dubbio che l'evento potesse aver avuto luogo senza una reazione delle autorità giudaiche e romane, che - come ritiene il biblista Bart Ehrman - proprio in occasione della festa, per evitare disordini, facevano giungere in città truppe di rinforzo da Cesarea e avrebbero dovuto subito brutalmente reprimere, come loro consuetudine, tale manifestazione inneggiante a un ipotetico re dei Giudei, che solo i Romani potevano nominare; lo studioso John Dominic Crossan, tra i cofondatori del Jesus Seminar, sottolinea come sia la polizia ebraica che le truppe ausiliarie romane che vigilavano anche dall'alto della fortezza Antonia avrebbero certamente arrestato "qualsiasi incidente prima ancora che potesse avere inizio" e, visti i pericoli connessi al periodo della festa, "anche per un'azione simbolica contro il Tempio si sarebbe stati subito uccisi". Rudolf Bultmann ritiene che questo episodio manifesti caratteristiche più leggendarie, e richiamanti delle profezie, che storiche e che Marco abbia tratto il racconto da "una leggenda messianica nata forse nella Cristianità della Palestina"; anche Crossan ritiene l'episodio mai accaduto ma volto a confermare una predizione profetica "...come proiezione simbolica successiva.".
Questa opinione è però rigettata dalla maggioranza degli studiosi moderni: la biblista Adela Yarbro Collins sottolinea infatti come l'ingresso di Gesù a Gerusalemme non abbia assolutamente l'aspetto di un tumulto o di una manifestazione organizzata, in quanto Gesù era spontaneamente entrato a Gerusalemme in mezzo a migliaia di pellegrini, alcuni dei quali avevano volontariamente iniziato a lodarlo. Inoltre, fanno notare altri studiosi, sarebbe stato poco saggio per i romani lanciare un attacco in piena città durante il periodo di Pasqua per arrestare un solo uomo: i circa 1.000 soldati di Pilato non sarebbero stati assolutamente sufficienti contro le decine (o centinaia) di migliaia di pellegrini ebrei in uno stato d'animo di zelo nazionalistico e religioso. Gesù era molto popolare tra le folle, in quanto ispirava speranze escatologiche di redenzione: un intervento immediato e aggressivo nel posto sbagliato e nel momento sbagliato – in mezzo a pellegrini entusiasti della Pasqua – avrebbe potuto causare una rivolta e la morte di migliaia di persone, come era successo durante il regno di Erode Archelao nel 4 d.C. Gesù e i suoi seguaci, peraltro, non aveva mai dimostrato ostilità contro i romani, avendo persino invitato i cittadini a pagare le tasse a Roma ed è probabile che i romani non lo considerassero una minaccia.
Secondo altri storici, i romani semplicemente non si accorsero dell'ingresso di Gesù in città: egli entrò a Gerusalemme nel bel mezzo di un flusso costante di migliaia di pellegrini, ed è per questo che il suo ingresso probabilmente passò inosservato alle autorità imperiali. L'ingresso avvenne sul Monte degli Ulivi, fuori città, mentre le truppe romane si trovavano alla Fortezza Antonia, a circa 300 metri di distanza: è improbabile che i legionari fossero in grado di vedere, ascoltare e capire cosa accadeva sul Monte degli Ulivi in mezzo all'enorme folla di pellegrini.
Per quanto concerne le autorità ebraiche, gli stessi vangeli sottolineano come essi non abbiano messo immediatamente agli arresti Gesù per timore di scatenare un tumulto.
Questo, ovviamente, non significa che l'atto sia stato privo di conseguenze: Gesù fu infatti arrestato pochi giorni dopo dalle autorità giudaiche e tra le accuse mosse contro di lui vi fu anche quella di essersi proclamato re dei Giudei e di aver incitato alla rivolta. Secondo la storica delle religioni Paula Fredriksen "l'ingresso a Gerusalemme e l'esecuzione combaciano alla perfezione: Gesù entra in città acclamato come un re prima della Pasqua ebraica ed è condannato a morte pochi giorni dopo da Pilato con appunto l'accusa di essersi dichiarato tale.
Secondo il biblista Gérard Rossé esistono sufficienti elementi per prendere sul serio la storicità dell’evento, però la narrazione degli evangelisti non va considerata come un resoconto esatto dell’accaduto, ma essenzialmente come un’interpretazione teologica in forma di racconto.

### Riferimenti
1. ↑   Mt 21,1-11, su La Parola - La Sacra Bibbia in italiano in Internet.
2. ↑   Mc 11,1-11, su La Parola - La Sacra Bibbia in italiano in Internet.
3. ↑   Lc 19,28-44, su La Parola - La Sacra Bibbia in italiano in Internet.
4. ↑   Gv 12,12-19, su La Parola - La Sacra Bibbia in italiano in Internet.
5. ↑  (EN) M. Eugene Boring e Fred B. Craddock, The people's New Testament commentary, 2004,  pp. 256–258, ISBN 0-664-22754-6.
6. ↑  Evans, 2003, pp. 381–395.
7. ↑  Majernik, 2005, pp. 133–4.
8. ↑  Evans, 2005, pp. 114–118.
9. ↑   Mt 21,9,15, su laparola.net.
10. ↑   Mc 11,9-10, su laparola.net.
11. ↑   Lc 19,38, su laparola.net.
12. ↑   Gv 12,13, su laparola.net.
13. ↑   Gn 49,11, su laparola.net.
14. ↑   Zac 9,9, su laparola.net.
15. ↑   1Re 1,5, su laparola.net.
16. ↑   2Re 9,13, su laparola.net.
17. ↑   Ez 11,23, su laparola.net.
18. ↑   2Sam 15,32, su laparola.net.
19. ↑   Zac 14,4, su laparola.net.
20. ↑  Giuseppe Flavio, Antichità Giudaiche 20, 169; La Guerra Giudaica 2,262).
21. ↑  Gnilka, 2007, p. 593.
22. ↑   Mc 15,26, su laparola.net.
23. ↑   Mt 27,37, su laparola.net.
24. ↑   Lc 23,38, su laparola.net.
25. ↑   Gv 19,19-22, su laparola.net.
26. ↑  Tiziano Lorenzin, I salmi, Paoline, 2001, p. 447.
27. ↑   Sal 118,21-27, su laparola.net.
28. ↑   Mc 11,11, su laparola.net.
29. ↑   Mt 21,11, su laparola.net.
30. ↑   Mt 21,10, su laparola.net.
31. ↑   Lc 19,39, su laparola.net.
32. ↑   Gv 12,19, su laparola.net.
33. ↑   Mc 11,1-7, su La Parola - La Sacra Bibbia in italiano in Internet.
34. ↑   Mt 21,1-7, su La Parola - La Sacra Bibbia in italiano in Internet.
35. ↑   Lc 19,29-35, su La Parola - La Sacra Bibbia in italiano in Internet.
36. ↑   Gv 12,14-15, su La Parola - La Sacra Bibbia in italiano in Internet.
37. ↑   Mc 11,2, su laparola.net.
38. ↑   Lc 19,30, su laparola.net.
39. ↑   1Sam 6,7, su laparola.net.
40. ↑   De 21,3, su laparola.net.
41. ↑   Nu 19,2, su laparola.net.
42. ↑   Lc 23,53, su laparola.net.
43. ↑  Orazio, Epod. 9,22
44. ↑  Ovidio, Metam. 3,11.
45. ↑  Per esempio il vecchio Commentary on the Holy Bible di Thomas Coke.
46. ↑  Ciò, tuttavia, non si verifica in diversi manoscritti antichi fra cui il codice di Beza.
47. ↑  Rudolf Schnackenburg, The Gospel of Matthew, 2002.
48. ↑   Zac 9,9, su La Parola - La Sacra Bibbia in italiano in Internet.
49. ↑   Gn 49,11, su La Parola - La Sacra Bibbia in italiano in Internet.
50. ↑  Raymond E. Brown, The Death of the Messiah, Vol. 2, Anchor Yale Bible, 2010, p. 943, ISBN 978-0-300-14010-1.
51. ↑  Ehrman, 2013, p. 205.
52. ↑  (EN) Bart D. Ehrman, Jesus, Interrupted - Revealing the Hidden Contradictions in the Bible, HarperCollins Publishers, 2009, p. 50, ISBN 978-0-06-186327-1
53. ↑  (EN) Bart Ehrman, Jesus apocalyptic prophet of the new millennium, Oxford University Press, 1999, pp. 210-211, 252, ISBN 978-0-19-512474-3.
54. ↑  Bibbia TOB, Nuovo Testamento Vol.3, p. 101.
55. ↑  Brown, 2002, p. 866.
56. ↑   Gv 12,1.12, su laparola.net.
57. ↑   Es 12,3, su laparola.net.
58. ↑   Gv 1,29, su laparola.net.
59. ↑   Mt 26,1, su laparola.net.
60. ↑   Mc 14,1, su laparola.net.
61. ↑   Mc 11,11-19, su laparola.net.
62. ↑   Mt 21,17, su laparola.net.
63. ↑  Augias e Pesce, p. 140.
64. ↑  Bibbia TOB, Nuovo Testamento Vol.3, pp. 115, 274.
65. ↑  Brown, 2002, p. 817.
66. ↑  Teofilatto di Ocrida, PG 123,609.612; Beda il Venerabile, PL 92, 239-241; Erasmo da Rotterdam, vol.7 242 e segg.
67. ↑  Gnilka, 2007, p. 599.
68. ↑  J. Calvino, Auslegung der Heiligen Schrift. Evangelien-Harmonie, 2 voll., Neukirchen-Vluyn, 1966. II, pp.171-174, 1974
69. ↑  Robert Eisler, Iesus basileus ou basileusas, 2 voll., Heidelberg 1929/30, pp.469-475.
70. ↑  Smith.
71. ↑   Mt 22,17-21, su laparola.net.
72. ↑  Albert Schweitzer, Geschichte der Leben-Jesu-Forschung, Tubingen, 1951, pp. 437-443
73. ↑  Wolfhart Pannenberg Grundzüge der Christologie, Gütersloh, 1969, p .60
74. ↑  Kinman, pp.235, 257-60.
75. ↑   James Dunn, Jesus: A Colloquium in the Holy Land, Doris Donnelly, 2001, pp. 54-55
76. ↑  Barnes W. Tatum, Jesus’ so-called triumphal entry, Forum: A Journal of the Foundations and Facets of Western Culture, New Series 1,1998, pp. 129-30
77. ↑  Jaari Laaksonen, Jesus und das Land. Das Gelobte Land in der Verkündigung Jesu, Åbo Akademi University Press, 2002, pp.324-5, 329-30
78. ↑  Kim Huat Tan, pp. 138–9.
79. 1 2  Sankamo.
80. ↑   Mt 21:8, su La Parola - La Sacra Bibbia in italiano in Internet.
81. ↑   Mc 11:18, su La Parola - La Sacra Bibbia in italiano in Internet.
82. ↑   Lc 19:37, su La Parola - La Sacra Bibbia in italiano in Internet.
83. ↑   Gv 12:12, su La Parola - La Sacra Bibbia in italiano in Internet.
84. ↑   Paula Frederiksen, Jesus of Nazareth: King of the Jews. A Jewish Life and Emergence of Christianity, Vintage Books, 1999.
85. ↑  Kim Huat Tan.
86. 1 2  Kinman.
87. ↑   Marcus J. Borg, Jesus. A New Vision: Spirit, Culture, and The Life of Discipleship, Harper & Row, 1987.
88. ↑   E. P. Sanders, Jesus and Judaism, SCM Press, 1985.
89. ↑  (DE) Erich Klostermann, Das Markus-Evangelium, J.C.B. Mohr (Paul Siebeck), 1950,  p. 112.
90. ↑  Ehrman, 2013, pp. 205–206, 300.
91. ↑  Crossan, 1994, pp. 160–162, 166, 176, 180, 187-188.
92. ↑  Bultmann, 1963, pp. 261–262, 305.
93. ↑  Crossan, 1994, pp. 160–162, 176.
94. ↑   Adela Yarbro Collins, Mark: A Commentary, Fortress Press, 2007.
95. 1 2  Casey.
96. ↑   Mt 22,21, su laparola.net.
97. ↑   Mc 12,17, su laparola.net.
98. ↑   Lc 20,25, su laparola.net.
99. ↑   Mc 14,1-2, su laparola.net.
100. ↑   Mt 14,5.21,46, su laparola.net.
101. ↑  (EN) Paula Fredriksen, Jesus of Nazareth, King of the Jews: A Jewish Life and the Emergence of Christianity, Vintage Books, 2000,  p. 142, ISBN 978-0-679-76746-6. URL consultato il 10 giugno 2021.
102. ↑  Gerard Rossé, Il vangelo di Luca: commento esegetico e teologico, Città Nuova, 2006, p. 739